# Шаплен, Жан
Жан Шаплен (фр. Jean Chapelain; 4 декабря 1595, Париж — 22 февраля 1674, там же) — французский поэт и литературный критик XVII века.

## Биография и литературно-критические труды
Сын нотариуса. В юном возрасте изучил латынь и греческий, а затем испанский и итальянский языки. Приобрёл известность и расположение кардинала Ришельё благодаря своему предисловию к поэме Марино «Адонис» (L’Adone), впервые опубликованной в Париже в 1623 году. В дальнейшем, твёрдо встав на классицистические позиции, от этого предисловия, где содержалось компромиссное решение проблемы «удовольствия» и «пользы» в искусстве, Шаплен стремился отречься.
Посещал отель Рамбуйе, поддерживал дружеские отношения с Монтозье, Рецом, мадам де Севинье. После смерти кардинала был близок к Кольберу, которому доставлял списки французских и иностранных писателей, достойных королевской пенсии.
Избранный в 1634 году членом Французской академии (кресло № 7), он пришёл к идее о необходимости составить словарь французского языка и, по поручению кардинала, составил план академического словаря, исполнение которого прославило академию.
Письмо-трактат Шаплена «Обоснование правила двадцати четырёх часов…» (Demostration de la Regle des Vingt-Quatre heures, 1630) стало важным этапом в формировании нормативной классицистической эстетики. В соавторстве с Валантеном Конраром Шаплен по поручению Ришельё составил отзыв академии о «Сиде» Корнеля (Sentiments de l’Academie Francoise sur la trage-comedie «Le Cid», 1637). В этом отзыве Шаплен стремился дать сбалансированную оценку трагикомедии, примирить критику пьесы (которой требовал Ришельё) с похвалами в адрес знаменитого драматурга.
Шаплен является также автором трактата «О чтении старинных романов» (De la lecture des vieux romans, опубликован в 1870) и перевода на французский язык плутовского романа Матео Алемана «Гусман из Альфараче» (1619—1620).

## Поэтическое и эпистолярное наследие
Стихотворения Шаплена — оды (в том числе «Ода к Ришельё», Ode à Richelieu, 1633), сонеты и мадригалы — возымели значительный успех. Непомерные похвалы (Шаплена сравнивали с Гомером и Вергилием) побудили поэта взяться за героическую эпопею, героиней которой он избрал Жанну д’Арк (La Pucelle ou la France delivrée, первые 12 песен опубликованы в 1656 году, остальные — в 1882 году).
В несколько месяцев разошлось шесть изданий, однако разочарование читателей было равно их первоначальному нетерпению, а ядовитая критика со стороны Буало, Расина, Лафонтена и Мольера довершила литературную гибель эпопеи. Пародией на Шаплена (с ироническим вступлением, обращённым к «певцу сей чудотворной девы») стала знаменитая фривольно-сатирическая «Орлеанская девственница» Вольтера. Пушкин упоминал имя Шаплена в нарицательном смысле, как символ скверной поэзии.
Литературные мнения Шаплена сохранились в его письмах, в том числе к нидерландскому литератору и дипломату (побывавшему с миссией в Москве) Николасу Гейнзиусу.